# Lasanius
Lasanius foi um gênero de peixes que viveram durante o período Siluriano na Escócia.

## Descrição
Os espécimes de Lasanius poderiam chegar a 21cm de comprimento. Foi considerado que Lasanius poderia ser um espécime juvenil de algum membro da Anaspida, porém seu tamanho descartou a ideia.